# نجية بن مبروك
نجية بن مبروك من مواليد 1 تموز/يوليو 1949، هي كاتبة سيناريو ومخرجة تونسية. اشتهرت على المستوى المحلي والعالمي عقب عملها على إخراج مجموعة من الأفلام لعل أبرزها فيلم السّامّة وكذلك الفيلم الوثائقي حرب الخليج ... ماذا بعد؟.

## السيرة الذاتية
وُلدت بن مبروك في الوديان بتونس عام 1949 ثم التحقت بمدرسة داخلية في صفاقس. في سن مبكرة؛ أصبحت نجية تعشق السينما الأوروبية فقررت الانضمام إلى نادي سينمائي محلي لتطوير مهاراتها.:380 أثناء سنوات الدراسة الجامعية تخصّصت بن مبروك في دراسة اللغة الفرنسية في جامعة تونس لكنها اضطر للمغادرة بعد بضعة فصول دراسية لأسباب مالية. بدأت في دراسة صناعة الأفلام في مدرسة إنساس بحلول عام 1972 في إقليم بروكسل العاصمة.:379 ركّزت في دراستها على الأفلام الوثائقية،:363 وكتبت ثم أخرجت فيلم في خدمتكم الذي كان بمثابة مشروع تخرجها في عام 1976 ثم عملت في وقت لاحق كمتدربة لمدة في آر تي بي إف.
بدأت بن مبروك من عام 1979 إلى عام 1980 في كتابة السيناريو لصالح مؤسسة النقد العربي السعودي، كما عملت طوال تلك المدة على أحد أفلامها حتى انتهت منه عام 1982 لكنه لم يخرج لأرض الواقع بسبب نزاع وتوتر مع الشركة التونسية للإنتاج والتنمية السينمائية؛ تأخر الإفراج عن الفيلم حتى عام 1988 لكنه لم يحظى بذلك النجاح المتوقع. فازت نجية بجائزة كاليغاري عام 1989 -كانت لا تزال تعمل رفقة مؤسسة النقد العربي السعودي- في مهرجان برلين السينمائي الدولي. عملت على إخراج فيلم السامة الذي يُشبه سيرتها الذاتية حيث تناولت فيه قصة شاب تونسية طموحة تسعى لإكمال دراستها والتعلم لكنها تجد نفسها في نهاية المطاف في المنفى بقارة أوروبا. عملت أيضاً على إخراج فيلم قصير بعنوان البحث عن شيماء كما أنتجت فيلما وثائقيا بعنوان حرب الخليج ... ما التالي؟ عام 1991؛ حيث تناول الفيلم تأثير الحرب على النساء والأطفال، كما كتبت سيناريو فيلم ليلة في تونس.:379

## روابط خارجية
- نجية بن مبروك على موقع IMDb (الإنجليزية)
- نجية بن مبروك على موقع قاعدة بيانات الأفلام العربية
- نجية بن مبروك على موقع ألو سيني (الفرنسية)
- نجية بن مبروك على موقع أول موفي (الإنجليزية)
- نجية بن مبروك على موقع قاعدة بيانات الفيلم (الإنجليزية)
- نجية بن مبروك على موقع كينوبويسك (الروسية)